# Адлейба, Борис Викторович
Борис Викторович А́длейба — советский абхазский государственный и партийный деятель. Первый секретарь Абхазского обкома КП Грузии (1978-1989). Депутат Совета Союза Верховного Совета СССР 10-го (1979-1984) и 11-го (1984-1989) созыва, народный депутат СССР от Грузинской ССР. Делегат XIX Всесоюзной партийной конференции (1988).

## Биография

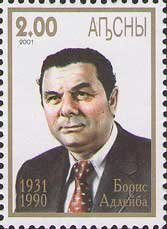
Б. Адлейба на почтовой марке Абхазии. 2001 г.

Борис Викторович Адлейба родился 15 июля 1931 года в городе Сухуми. Вырос в семье служащего. В 1950 года окончил Очамчирскую среднюю школу № 2. В 1951—1955 годах служил в рядах Советской Армии. С 1955 по 1961 год инструктор, второй, а затем первый секретарь РК ЛКСМ Грузии в городе Очамчира. Член КПСС с 1958 года.
В 1962 году окончил Всесоюзный заочный юридический институт в городе Краснодаре. С марта 1962 года инструктор сельхозотдела, зав. сектором промышленности по переработке сельхозпродуктов и торговли Абхазского обкома КП Грузии. С июля 1965 по апрель 1969 года — второй секретарь Сухумского ГК КП Грузии. С апреля 1969 по июль 1971 года — инструктор отдела оргпартработы ЦК КП Грузии.
С июля 1971 по май 1975 года первый секретарь Очамчирского райкома КП Грузии, а затем с мая 1975 по ноябрь 1977 г. — первый секретарь Ткварчельского горкома партии. С ноября 1977 по апрель 1978 года — первый заместитель Председателя Совета Министров Абхазской АССР. С апреля 1978 по апрель 1989 года первый секретарь Абхазского обкома КП Грузии. Затем персональный пенсионер союзного значения.
В юности был футболистом, играл в очамчирском клубе СКА.
18 марта 1989 года, будучи партийным лидером, подписал на многотысячном митинге в селе Лыхны известное Абхазское письмо с требованием предоставить абхазскому народу право самому решать свою судьбу и ничем не быть связанным с Грузией. 6 апреля того же года в Сухуми для проведения чрезвычайного пленума Абхазского обкома партии прибыл первый секретарь ЦК компартии Грузии Джумбер Патиашвили. Пленум освободил с должности Бориса Адлейбу, а его преемником был выбран Владимир Хишба.
Умер 17 ноября 1990 года в Москве. Похоронен в родном селе Члоу Абхазия.

## Награды
- орден Октябрьской Революции (1981)
- орден Трудового Красного Знамени (1973)
- орден Дружбы народов
- медаль «В ознаменование 100-летия со дня рождения Владимира Ильича Ленина» (1970)
- медаль «За отличие в охране государственной границы СССР» (1972)
- медаль «Ветеран труда»

## Семья
Жена - Людмила Несторовна Лабахуа
Три сына и три  дочери :
- Геннадий Адлейба
- Манана Адлейба
- Темур Адлейба
  - Саида Хишба (супруга)
    - Сабина Адлейба (дочь)
- Астамур Адлейба